# Collegiata dell'Assunzione della Beata Vergine Maria
La Collegiata dell'Assunzione della Beata Vergine Maria è una chiesa situata nell'omonima parrocchia appartenente alla diocesi di Zielona Góra-Gorzów. Essa sorge sopra Ostrów Tumski, il quartiere più antico della città di Głogów. Attualmente è in fase di ricostruzione in seguito alla distruzione avvenuta durante la seconda guerra mondiale. È una delle chiese più antiche della Slesia, nonché la più antica chiesa collegiata della medesima regione. Le sue origini risalgono ai tempi dei primi Piast.

## Storia
La ricerca archeologica condotta negli anni '60 del XX secolo sotto la supervisione del professor Tadeusz Kozaczewski ha portato alla luce i resti di due templi in pietra ad una navata all'interno della chiesa collegiata, entrambi costruiti durante i regni di Boleslao II il Generoso e Boleslao III di Polonia (detto Boccarotta). La chiesa venne elevata al rango di collegiata nel 1120 in occasione della fondazione del capitolo dei canonici di Głogów ad opera del principe Wojsław. Tra i suoi membri vi fu Giovanni di Głogów, astronomo, teologo e filosofo, nonché maestro di Niccolò Copernico. Nel 1262 fu costruita una basilica tardo romanica a tre navate, i cui resti sono ancora visibili nelle pareti della chiesa (come ad esempio le semicolonne dell'arco, le finestre e altri elementi del presbiterio). Negli anni tra il 1413 e il 1466 la chiesa fu completamente ricostruita nella forma in cui ci è giunta, pur se con piccole modifiche, e sempre nel medesimo periodo fu eretta la sala gotica a tre navate con alcune cappelle. Nel XVIII secolo l'interno assume un aspetto barocco. La torre neogotica alta 75 m fu costruita negli anni a cavallo tra il 1838 e il 1842, dopo il crollo di quella precedente. La sua sommità è decorata con una croce dorata alta 5 metri.

### Collegiata
A seguito della distruzione della collegiata durante la seconda guerra mondiale, il capolavoro pittorico di Lucas Cranach il Vecchio del 1518 raffigurante Maria con il Bambino Gesù (la cosiddetta Madonna di Głogów) fu portato nel 1943 a Breslavia, poi a Henryków e infine a Lądek-Zdrój, dove fu depositato nel 1945 dal maggiore russo di nome Mosiev. Il dipinto venne considerato smarrito fino al 2003, quando si è scoperto che il capolavoro è in possesso del Museo Puškin di Mosca.
Nella cripta appositamente costruita all'interno della Chiesa Collegiata si possono ammirare le reliquie del tempio romanico del XII secolo, che potrebbe ricordare la difesa di Głogów del 1109.

### Ricostruzione

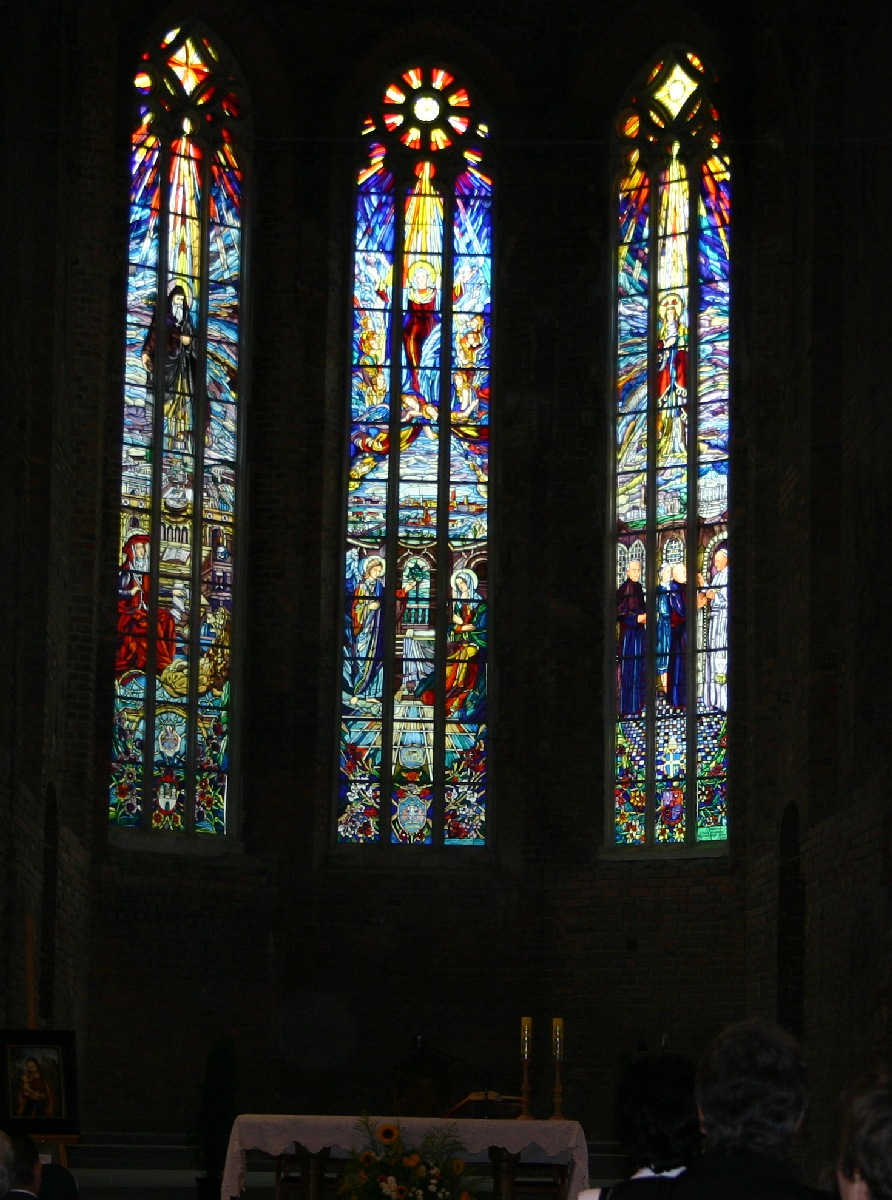
Vetrate nella Collegiata

La ricostruzione della collegiata iniziò nel 1988 su iniziativa del prelato Ryszard Dobrołowicz, il parroco della parrocchia Beata Vergine Maria Regina di Polonia nel complesso residenziale Kopernik. Nel periodo iniziale, i lavori di costruzione vennero eseguiti principalmente grazie ai fondi propri del parroco, assieme a varie sovvenzioni e contributi, come ad esempio quelli della Fondazione per la cooperazione polacco-tedesca. La prima santa messa celebrata dopo la seconda guerra mondiale si tenne l'ultima domenica di maggio 1999. La porta di bronzo della collegiata di Głogów fu realizzata da Czesław Dźwigaj.

### Ristrutturazione
Il restauro, ancora in corso, ha reso possibili numerosi lavori di ristrutturazione, tra cui la riparazione delle pareti del presbiterio, nonché la sistemazione dell'interno con pilastri stilizzati e con il pavimento che si rifà all'originale. Inoltre la cripta romanica è stata stilizzata per il deposito archeologico. Gli affreschi delle cappelle laterali e della volta sono attualmente in fase di restauro.
Sono state installate delle vetrate disegnate da Czeslaw Dźwigaj. Nel presbiterio ci sono tre vetrate: quella centrale raffigura l'Annunciazione e l'Assunzione della Beata Vergine Maria, quella di sinistra San Geronimo e quella di destra i fondatori dei Silenziosi operai della Croce. 
A sinistra del presbiterio, nella Cappella di Maria, le vetrate raffigurano immagini della Madre di Dio provenienti dai santuari polacchi,  mentre sulla parete orientale vi è raffigurato il vescovo Wilhelm Pluta. Le finestre restanti raffigurano diversi santi.

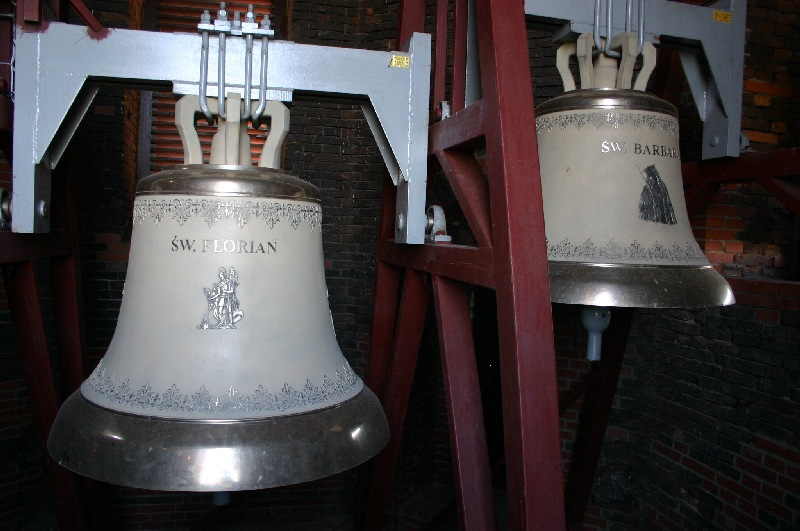
Campane in Collegiata

Nel 2006 sono state installate tre campane a 50 m di altezza, nel punto in cui termina la parte quadrata della torre collegiata.
Il 27 settembre 2020, in occasione della celebrazione dei 900 anni del Capitolo Collegiale, il mons. Tadeusz Lityński ha restaurato il Capitolo Collegiale di Głogów.

## Il Cammino di San Giacomo
Alla Collegiata sono collegate la Wielkopolska e la Dolnośląska, ovvero due tappe del percorso di pellegrinaggio alla tomba di San Giacomo a Santiago di Compostela, in Spagna.
Accanto alla Collegiata si trova il Centro per la Pastorale degli Infermi, gestito dai Lavoratori Silenziosi della Croce.